# Diócesis de Sodor
La diócesis de Sodor (en latín: Dioecesis Sodorensis, en inglés: Diocese of Sodor y en gaélico manés: Aspick Sodor) fue una circunscripción eclesiástica de la Iglesia católica en la Isla de Man. Se trataba de una diócesis latina, sufragánea de la arquidiócesis de Canterbury. Fue suprimida de hecho en 1559.

## Territorio y organización
La diócesis extendía su jurisdicción sobre los fieles católicos de rito latino residentes en la Isla de Man (a partir de 1387).
La sede de la diócesis se encontraba en la ciudad de Peel (en la isla de San Patricio de Isla de Man), en donde se hallaba la Catedral de San Germán, que tras pasar a la Iglesia de Inglaterra en el siglo XVI, se derrumbó en el siglo XVIII y permanece en ruinas. La actual Catedral de San Germán de la Iglesia de Inglaterra fue construida en 1879.

## Historia

### Diócesis de Man
El primer obispo conocido de la diócesis de Man es Germanus de Man, que fue ordenado por san Patricio en Irlanda en fecha desconocida y murió en Gales circa 474.
Los vikingos dominaron Man desde el siglo IX hasta que tras la Batalla de Skyhill en 1079 fue creado el Reino de Mann y las Islas y con la conquista de Magnus III de Noruega a fines del siglo XI finalizó el dominio vikingo de Man.

### Abadía de Iona
En 563 san Columba llegó a Iona desde Irlanda con doce compañeros y fundó un monasterio, la abadía de Iona. Esta se convirtió en un influyente centro de difusión del cristianismo entre los pictos y los escotos. Se conocen los nombres de algunos abades-obispos de Iona entre 623 y 966.

### Abadía de Kingarth
Kingarth o Cenn Garad fue una abadía en la isla de Bute, supuestamente fundada por san Cathan y por san Blane. Se conocen tres abades, pero solo dos obispos. Se sabe poco sobre la abadía, el obispado y sus clérigos.

### Diócesis de Sodor o de las Islas
La diócesis de Sodor (del nórdico antiguo Suðreyjar, que significa 'islas del sur') se erigió en 1134, abarcando las Hébridas y las demás islas de la costa oeste de Escocia y absorbió a la antigua diócesis de Man y también a otras pequeñas diócesis entre las que estaban las de Kingarth, Iona, Skye y es probable que existieran muchos más, aunque no se conoce si existían todavía en 1134.
Hasta la erección de la arquidiócesis de Nidaros en 1153 la diócesis de Sodor parece haber estado bajo la jurisdicción metropolitana del arzobispo de York. 
Noruega controló todas estas islas hasta 1266, cuando fueron cedidas a Escocia por el Tratado de Perth. 
La Isla de Man se separó de las islas escocesas y quedó bajo la soberanía de los reyes de Inglaterra en 1334 y definitivamente en 1346.

### División de la diócesis
La diócesis se dividió en dos en 1387 en el marco del Cisma de Occidente, el obispo John Dongan fue despojado del obispado por el antipapa Clemente VII de Aviñón, con el apoyo de Escocia, pero continuó en Man, bajo control inglés. La sede rebelde se trasladó más al norte, primero a Snizort y en 1499 a Iona, conformando la diócesis de las Islas de obediencia aviñonesa como toda Escocia. Mientras que la Isla de Man en poder inglés estaba en la zona de obediencia romana y continuó como diócesis de Sodor sufragánea de la arquidiócesis de Canterbury. Después de que se resolvió el cisma en el siglo XV, la división de la diócesis nunca se remedió.

### Reforma anglicana
El 3 de noviembre de 1534 el Parlamento británico sancionó el acta de supremacía rompiendo los lazos de la Iglesia inglesa con el papa, estableciendo inicialmente una Iglesia cismática (Reforma anglicana). En 1542 el rey Enrique VIII sometió la diócesis de Sodor a la provincia de la arquidiócesis de York en la Iglesia de Inglaterra con una ley del Parlamento. A esto se opuso el último obispo católico, Thomas Stanley, que fue por ello depuesto por Enrique VIII en 1545 y remplazado por Henry Man, obispo de la Iglesia anglicana todavía no reformada. En 1556 Thomas Stanley fue restituido por la reina católica María Tudor (que había derogado el Acta de Supremacía en 1554) y continuó en el cargo luego de la segunda Acta de Supremacía, de Isabel I de Inglaterra en 1559, por lo que entonces debió adherir al cisma y murió en el cargo 1568.
El 27 de marzo de 1570 fue nombrado obispo John Salisbury continuando la diócesis de Sodor dentro de la Iglesia de Inglaterra. Desde 1604 esta diócesis anglicana comenzó a intercambiar el nombre de Sodor con el de Man y desde 1684 tomó el nombre de diócesis de Sodor y Man. Los católicos de Isla de Man pasaron a depender de la diócesis de Liverpool (hoy arquidiócesis de Liverpool) desde su erección por el papa Pío IX el 29 de septiembre de 1850.

## Episcopologio

### Obispos de Man
- Germanus † (?-?) (fue ordenado por san Patricio, quien murió en 461)
- Conindrius † (floruit 447)
- Romulus † (?-?)
- san Maughold † (fl. 498[4])
- san Conan † (fl. 648)
- Contentus † (?-?)
- Baldus † (?-?)
- Malchus † (?-?)
- Torkinus † (fl. 889)
- Brandon † (?-?)
- Roolwer † (antes de 1079)
- William † (antes de 1079)
- Hamond † (1079-1095)
- Anónimo † (1103-1108)[nota 1]

### Obispos de Iona
- Fergno Britt mac Faílbi † (623 falleció)[nota 2]
- Coeddi † (fl. 697-712)[nota 3]
- Dorbbéne † (713 falleció)
- Patrick † (fl. mediados del siglo X)
- Fothad † (963 falleció)
- Finguine † (966 falleció)

### Obispos de Cenn Garad
- Daniél † (660 falleció)[nota 4]
- Iolán † (689 falleció)[nota 5]

### Obispos de Sodor antes de la división de la diócesis
- Wimund † (1134/1138-circa 1148)[nota 6]
  - Nicholas † (circa 1148) (obispo electo)
- John † (1151-1154)
- Gamaliel † (circa 1154-antes de 1166)
- Reginald † (antes de 1166-circa 1170)
- Christian † (circa 1170-circa 1190)
- Michael † (1188/1194-1203 falleció)
- Nicholas I, O.Cist. † (1210-1217 falleció)
- Reginald, O.Cist. † (1217-1226)
  - Nicholas de Meaux, O.Cist. † (1219 y de 1225 a 1219 renunció) (elegido por los monjes de la abadía de Furness en oposición a Reginald, no pudo asumir)
- John † (1226-1230? falleció)
- Simon † (1230-28 de febrero de 1247 falleció)
  - Lawrence † (1248-1249 falleció) (obispo electo)
  - sede vacante (1249-1252)
- Richard † (14 de marzo de 1253-1275 falleció)
  - Gilbert † (1275) (obispo electo, no confirmado)
- Mark of Galloway † (1275-circa 1303 falleció)
- Alan † (1304 o 1305-15 de febrero de 1321 falleció)
- Gilbert Maclelan † (1321?-1327 falleció)
- Bernard de Linton † (1327-1331? falleció)
  - Cormac Cormacii † (1331) (obispo electo, no confirmado)
- Thomas de Rossy † (10 de junio de 1331-20 de septiembre de 1348 falleció)
- William Russell † (22 de abril de 1349-21 de abril de 1374 falleció)
- John Dongan † (6 de noviembre de 1374-1387 continuó solo en Man)[nota 7]

### Obispos de Sodor después de la división de la diócesis
- John Dongan † (1387-? nombrado obispo de otra sede[nota 8])
  - Michael, O.F.M. † (15 de julio de 1387-?) (antiobispo)
- John Sproten, O.P. † (31 de octubre de 1392-1402 depuesto)
- Conrad, O.Cist. † (9 de enero de 1402-1402)
- Theodore Bloc, O.Cruc. † (16 de abril de 1402-?)
  - Richard Payl (Messing), O.Carm. † (30 de mayo de 1410-? falleció) (antiobispo)
- John Burgherlinus, O.F.M. † (20 de julio de 1425-?)
- Thomas Burton, O.F.M. † (25 de septiembre de 1455-1458 falleció)
- Thomas, O.Cist. † (21 de junio de 1458-? falleció)
- Richard Oldham † (15 de febrero de 1478-? falleció)
- John Blacklacht † (4 de abril de 1487-1509 falleció)
- Hugh Heskart † (16 de mayo de 1513-? falleció)
- John Howden, O.P. † (18 de mayo de 1523-? falleció)
- Thomas Stanley † (1542-1545 depuesto por el rey)
  - Henry Man (1545-1555 depuesto por la reina) (obispo cismático anglicano)
- Thomas Stanley † (21 de junio de 1555-1559 aceptó el cisma anglicano) (falleció en 1568)